# Bauer Studios
Die Bauer Studios (gegründet 1948 als Tonstudio Bauer) sind ein Tonstudio in Ludwigsburg, das unter anderem mit Aufnahmen für das Label ECM Records bekannt wurde. Sie sind das älteste deutsche Tonstudio in Privatbesitz.

## Geschichte
Die Gründung durch Rolf Bauer (1920–2008) erfolgte am 28. Dezember 1948 durch die Eintragung eines Gewerbes durch die Stadt Ludwigsburg. Wegen des direkt bevorstehenden Jahreswechsels wurde später 1949 als Gründungsjahr festgelegt. Ab 1946 war Bauer für die Esslinger Tonbandfirma Vollmer Magnetton tätig gewesen, die den Süddeutschen Rundfunk ausstattete. In den ersten Firmenjahren fanden die Aufnahmen noch im Wohnzimmer der Familie Bauer statt. 1965 zog das Studio in seine heutigen Räumlichkeiten um, ein ehemaliges Kino in Ludwigsburg-Eglosheim. 1958 wurde die Stereofonie eingeführt, Ende der 1960er-Jahre die Mehrspurtechnik.
Durch Umfirmierungen und einen Generationswechsel im Juli 1989 entstanden die heutige Rechtsform als GmbH und der neue Name Bauer Studios. Dabei übernahm Bauers Tochter, die Toningenieurin Eva Bauer-Oppelland, mit ihrem Mann, dem Tonmeister Reiner Oppelland, das Studio. 2017 verkaufte das Ehepaar Bauer-Oppelland das Tonstudio an drei Mitarbeiter. Neben Musik- und Sprachaufnahmen in zwei Tonstudios bieten die Bauer Studios Live-Recording, mehrere Mastering-Studios, Authoring für DVD und SACD an und unterhalten mehrere CD-Labels und einen Musikverlag. Ein wesentlicher Geschäftszweig ist die Herstellung von CD und DVD. Das Label Neuklang wurde 2004 gegründet.

## Künstler

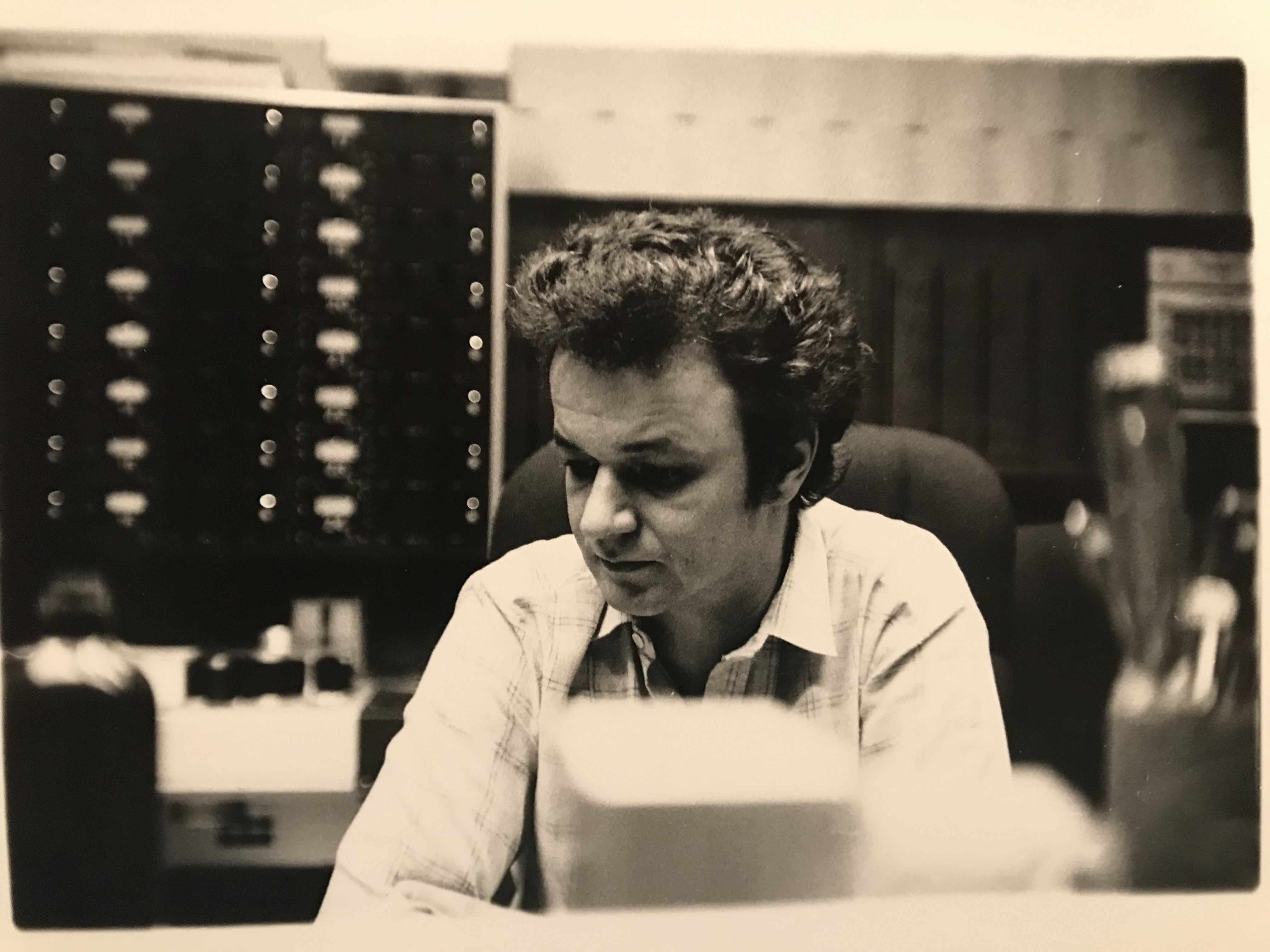
ECM-Toningenieur Martin Wieland bei der Aufnahme in der Regie

Zu den Künstlern und Bands, die in den Bauer Studios aufnahmen, zählen Freddy Breck, Noël Akchoté, Arcado String Trio, Carla Bley, Paul Bley, Keith Jarrett, Fred Frith, Paquito D’Rivera, Joy Unlimited, Klaus König, Paul Motian, Ping Machine von Frédéric Maurin, Enrico Pieranunzi, Ernst Reijseger, Konstantin Wecker, Die 3 Besoffskis, Stevie Wonder, Marialy Pacheco, Nana Vasconcelos, Omer Klein, Ernst Mosch, Erwin Lehn, Peter Alexander, Udo Jürgens, Reinhard Mey, Lester Bowie, Chick Corea, Manfred Krug, Giora Feidman und Yehudi Menuhin.
Zahlreiche Produktionen des Labels ECM wurden in den Studios unter Produzent Manfred Eicher und Toningenieur Martin Wieland aufgenommen. Tonmeister wurde 1972 Carlos Albrecht. Das Studio war für das Mastering für das Jazzlabel Mood Records zuständig. Eine nächtliche Aufnahme mit Miles Davis aus dem Jahr 1991, etwa ein halbes Jahr vor dessen Tod, blieb unveröffentlicht.